# 里韋拉爾塔

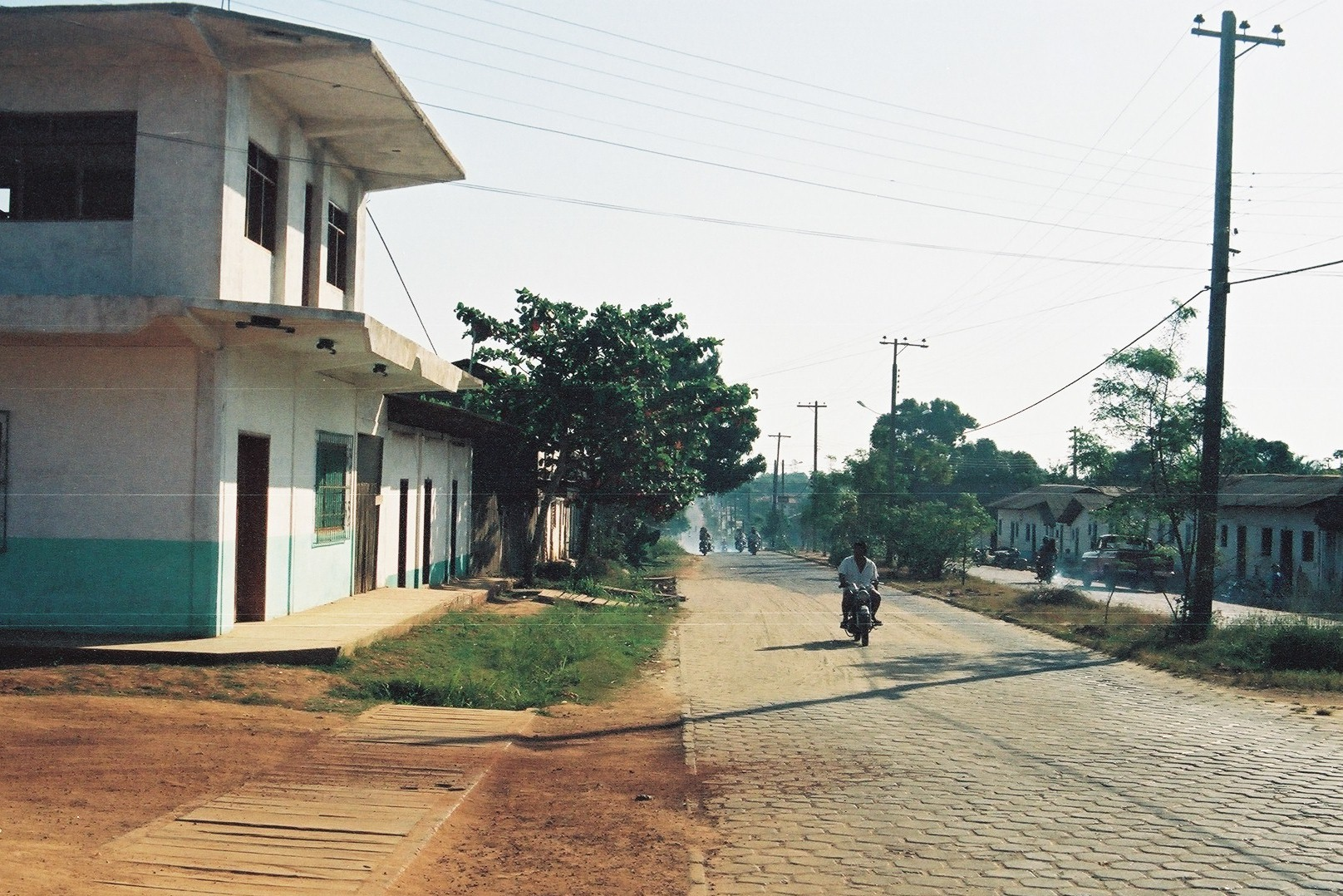

里韋拉爾塔（西班牙語：Riberalta）是玻利維亞的城鎮，由貝尼省負責管轄，位於該國北部貝尼河畔，距離首府特立尼達445公里，面積20.1平方公里，海拔高度130米，每年平均降雨量1,740毫米，2006年人口78,100。

## 外部連結
- Satellite map at Maplandia.com （页面存档备份，存于）

11°0′46″S 66°3′26″W / 11.01278°S 66.05722°W